# ヴェウドン・サントス・ジ・アンドラージ
ヴェウドン（Weldon）ことヴェウドン・サントス・ジ・アンドラージ（ポルトガル語: Weldon Santos de Andrade、1980年8月6日 - ）は、ブラジルの元サッカー選手。現役時代のポジションはFW。

## クラブ歴
サントスFCで選手となった。ブラジリエンセFC、スポルチ・レシフェ、AAポンチ・プレッタを経て、2004年にアル・ナスルSCに移籍し初の海外移籍となった。
翌年、クルゼイロECに移籍。期限付き移籍でFCソショー＝モンベリアル、トロワACといったリーグ・アンのクラブに在籍したものの双方合わせて10試合1得点とぱっとしなかった。2007年7月18日に20万米ドル、半年の期限付き移籍でマルクスの後釜として横浜F・マリノスに加入する事がクルゼイロ側から報じられたが、マリノスに加入する事は無かった。彼はその代わりにCFベレネンセスに期限付き移籍した。
ボタフォゴFRへの移籍が破談に終わると、2009年7月22日に2年契約でSLベンフィカに移籍。8月16日に初出場したが、オスカル・カルドソ、ハビエル・サビオラの控えとしての立ち位置であった。その中でも得点に絡む活躍を見せた。2010-11シーズンは出場僅か4試合、分に直しても100分に満たず退団。
2011年にCFRクルジュに移籍し、翌年は長春亜泰足球倶楽部に在籍した。
2013年にクリシューマECに移籍しブラジルに復帰すると、以降はリーガプロのSCオリャネンセに在籍した以外はブラジル国内の下位リーグを渡り歩いた。